# Февзи Чакмак (квартал в Есенлер)
„Февзи Чакмак“ (на турски: Fevzi Çakmak) е квартал на Истанбул, разположен в околия Есенлер. Общата му площ е 0,49 км2. Според данни на Адресната система за регистриране на населението (ABPRS) към 2023 г. населението на „Февзи Чакмак“ е 31 081 жители.